# Necydalis sirexoides
Necydalis sirexoides là một loài bọ cánh cứng trong họ Cerambycidae.